# Elymnias beza
Elymnias beza är en fjärilsart som beskrevs av William Chapman Hewitson 1877. Elymnias beza ingår i släktet Elymnias och familjen praktfjärilar. Inga underarter finns listade i Catalogue of Life.